# Sergio Pujol
Sergio Alejandro Pujol (n. en La Plata, 9 de mayo de 1959) es un historiador, escritor y ensayista. Es investigador científico del CONICET y crítico especializado en música popular argentina, donde se destaca como autor de una amplia bibliografía sobre esa especialidad.

## Biografía
Sergio Pujol nació en la ciudad de La Plata, provincia de Buenos Aires, Argentina, en 1959. Ejerce como profesor titular de Historia del siglo XX, desde hace más de dos décadas, en la Facultad de Periodismo y Comunicación Social de la UNLP, además de integrar, desde muy joven, el plantel de investigadores científicos del Consejo Nacional de Investigaciones Científicas y Técnicas (CONICET).
Escritor y ensayista, a su vez, se ha especializado como un referente de la crítica en la historia de la cultura y la música popular argentina. Es autor de una amplia bibliografía sobre esa especialidad, con más de una decena de libros publicados desde 1989 hasta 2022. Ejerce como periodista, además, con publicaciones de ensayos, reseñas y crónicas sobre recitales y artistas de la música popular.
En 2007, fue reconocido por la Fundación Konex con el diploma al mérito por su labor en la investigación y el periodismo musical.

## Publicaciones
- 1989. Las canciones del inmigrante, Almagesto, Buenos Aires, Argentina. ISBN 950-99002-1-4
- 1993. Como la cigarra: María Elena Walsh, una biografía, Beas Ediciones, Buenos Aires, Argentina. ISBN 950-834-020-7
- 1994. Valentino en Buenos Aires: los años veinte y el espectáculo, Emecé, Buenos Aires, Argentina. ISBN 950-04-1322-1
- 1999. Historia del baile, Emecé, Buenos Aires, Argentina. ISBN 950-04-2064-3
- 2002. La década rebelde: los años 60 en la Argentina, Emecé, Buenos Aires, Argentina. ISBN 9789500424066
- 2003. Historia de nuestro tiempo: el mundo entre 1960 y 2000, Ediciones de Periodismo y Comunicación, La Plata, Argentina. ISBN 950-34-0265-4 (en coautoría con Hugo Satas)
- 2004. Jazz al Sur: historia de la música negra en la Argentina, Emecé, Buenos Aires, Argentina. ISBN 9500425394
- 2005. Rock y dictadura: crónica de una generación (1976-1983), Emecé, Buenos Aires, Argentina. ISBN 950-04-2739-7[9]
- 2007. Las ideas del rock: genealogía de la música rebelde, Homo Sapiens, Rosario, Argentina. ISBN 978-950-808-523-8
- 2008. En nombre del folklore: biografía de Atahualpa Yupanqui, Emecé, Buenos Aires, Argentina. ISBN 978-950-04-3103-3[2]
- 2010. Canciones argentinas (1910-2010), Emecé, Buenos Aires, Argentina. ISBN 978-950-04-3279-5
- 2013. Cien años de música argentina, Biblos, Buenos Aires, Argentina. ISBN 978-987-691-062-0[10]
- 2015. Oscar Alemán: la guitarra embrujada, Planeta, Buenos Aires, Argentina. ISBN 978-950-49-4562-8
- 2015. Composición libre: la creación musical argentina en democracia, EDULP, La Plata, Argentina. ISBN 978-987-1985-57-9
- 2017. Discépolo: una biografía argentina, Planeta, Buenos Aires, Argentina. ISBN 978-950-49-5589-4
- 2019. El año de Artaud: rock y política en 1973, Planeta, Buenos Aires, Argentina. ISBN 978-950-49-6615-9[4][5][11][12]
- 2022. Gato Barbieri: un sonido para el tercer mundo, Planeta, Buenos Aires, Argentina. ISBN 978-950-49-7787-2